# Ибн Касир аль-Макки
Абу́ Ма‘бад (или Абу́ Бакр) ‘Абдулла́х ибн Каси́р ад-Да́ри аль-Макки́ (араб. أبو معبد عبد الله بن كثير المكي‎), более известный как Ибн Касир аль-Макки (араб. ابن كثير المكي‎; 665, Мекка — 737, Мекка) — передатчик одого из семи канонических методов чтения Корана (кираатов). Его чтение было в целом популярно среди жителей Мекки.

## Биография
Родился в Мекке и был одним из табиинов. Его семья была иранского происхождения; иммигрировала в Йемен. Аль-Макки был вольноотпущенником (мауля) Амра ибн Алькама аль-Кинани.
Аль-Макки был знаком со сподвижниками пророка Мухаммада Анасом ибн Маликом и Абдуллахом ибн аз-Зубайром. Он обучался чтению Корана у ученика Абдуллаха ибн Аббаса, который, в свою очередь, научился у Убайя ибн Кааба и Зайда ибн Сабита, которые учились непосредственно у пророка Мухаммеда. Аш-Шафии, эпоним одного из четырёх основных суннитских мазхабов, предпочитал читать Коран по методу аль-Макки.
Умер в 737 году. Двумя основными передатчика его метода декламации были перс аль-Баззи и мекканец Кунбуль.